# Siri (logiciel)
Siri est une intelligence artificielle vocale et un assistant virtuel développés par Apple. Siri comprend les instructions verbales ou écrites données par ses utilisateurs et répond à leurs requêtes. Les résultats renvoyés sont individualisés. Technologie d'intelligence artificielle achetée par Apple en 2010, puis intégrée par la société américaine et qualifiée d'assistant personnel intelligent, elle a été présentée à la presse le 4 octobre 2011.
L'interface homme-machine de Siri repose sur la reconnaissance vocale avancée, le traitement du langage naturel (oral) et la synthèse vocale. Compatible uniquement avec les téléphones d'Apple à partir de l'iPhone 4S, toutes ses tablettes à partir de l'iPad 3 et les iPod touch depuis la 5e génération, elle nécessite au minimum iOS 6 sortie à l'automne 2012.
Les ordinateurs d'Apple, les Mac, ayant un micro (intégré ou pas) utilisant macOS, l'Apple Vision Pro et les Apple TV de 4e génération peuvent aussi l'utiliser.

## Présentation

Lors du lancement de la version bêta en octobre 2011, Siri était uniquement disponible en anglais (américain, britannique et australien). D'autres langues seront rajoutées par la suite, notamment le japonais, le coréen, l'italien, l'espagnol, le mandarin, le cantonais et le français.
Siri comprend et utilise le langage naturel depuis iOS 13, l'utilisateur peut donc s'exprimer naturellement sans avoir à prononcer des mots spécifiques. L'utilisation de Siri requiert une connexion Internet mobile de haut débit, à cause de la dépendance de Siri pour certaines commandes aux serveurs d'Apple.
Pour démarrer l'application manuellement, il faut maintenir le bouton principal appuyé 1 seconde, ou maintenir le bouton latéral appuyé 1 seconde depuis l'iPhone X tandis que pour démarrer l'application à la voix en prononçant « Dis Siri » (ou juste « Siri » depuis iOS 17.4 et si la langue est prise en charge. L’option doit cependant être au préalable activée dans Réglages), l'appareil doit avoir l'option configurée et activée dans les paramètres système et être connecté par câble (pour les versions inférieures à iOS 9).
Il est également possible d’écrire des requêtes à Siri plutôt que de les prononcer, en activant une option d’accessibilité spécifique dans Réglages.
Apple utilise le codec libre Speex dans ce logiciel.

## Historique

### Une triple origine
Siri naît de la rencontre de trois programmes de recherche débutés en 2003 pour développer un assistant numérique personnel.
L'un, militaire, fut commandé au Stanford Research Institute par l'agence du département de la Défense des États-Unis la Darpa. Le projet nommé CALO (Cognitive Assistant that Learns and Organizes) cherchait à mettre en place une intelligence artificielle capable d'améliorer l'efficacité et la rapidité de la prise de décision militaire sur le terrain.
L'autre programme, civil, fut menée par SRI International pour développer un téléphone intelligent capable d'effectuer des tâches plus complexes que l'envoi de SMS ou l'appel téléphonique. L'équipe du projet nommé Vanguard est persuadée de la pertinence de la commande vocale pour augmenter la rapidité d'exécution.
En parallèle des programmes Calo and Vanguard, le projet Active, conduit en collaboration entre le SRI International et l’École polytechnique fédérale de Lausanne, a été utilisé pour créer la version originale de Siri. Cette technologie a fait l’objet de publications, ainsi que des brevets originaux relatifs à la création de Siri. Le project Active, synthèse technologique de plusieurs années de recherche, est le produit du travail doctoral de Didier Guzzoni, alors doctorant-chercheur à l’EPFL au sein du laboratoire vrai sous la supervision de Charles Baur. La première forme juridique de Siri s’appelait en fait Active Technologies, pour ensuite devenir Siri Inc.
Cofondée en 2007 par Dag Kittlaus, ancien directeur de Motorola à qui les équipes Vanguard et Active avaient présenté leurs projets, la start-up Siri développe le concept d'API sous le nom de code HAL, référence à l'ordinateur de 2001, l'Odyssée de l'espace. L'entreprise intègre des membres des projets CALO, Vanguard et Active comme les ingénieurs Adam Cheyer et Didier Guzzoni (rares personnes qui ont contribué aux deux) et Norman Winarsky.
Siri est rachetée en 2010 par Apple. En 2011, Adam Cheyer est rejoint par Luc Julia pour travailler sur le développement de l'assistant, qui y reste pendant moins d'un an,.
Siri est disponible sur : 
- les iPhone depuis l'iPhone 4s
- les iPad depuis l'iPad 3
- les iPad mini
- les iPods touch depuis le iPod touch 5
- les Mac depuis macOS Sierra
- les Apple TV depuis tvOS 9.0
- les HomePods
- les Apple Watch
- l'Apple Vision Pro

Depuis iOS 17.4, il est possible d'appeler Siri en disant « Siri » et non « Dis Siri ». Toutefois, la langue utilisée par Siri doit être prise en charge. Il est encore possible de l'appeler par ces deux noms.

### Naissance de Siri, l'assistant personnel
L'application Siri est proposée gratuitement en février 2010 dans l'App Store d'Apple en tant qu'application iOS indépendante avant d'être achetée par Apple le 28 avril 2010 à la suite d'un appel téléphonique de Steve Jobs en personne à Dag Kittlaus. Peu avant cette date, Siri Inc. avait annoncé que son logiciel serait bientôt disponible pour les BlackBerry et pour les téléphones sous Android. Le rachat de la technologie d'intelligence artificielle par Apple a de fait sonné le glas de l'interopérabilité de la technologie, conférant ainsi un net avantage commercial à l'iPhone 4S au moment de sa sortie.
Le 4 octobre 2011, la veille de la mort de Steve Jobs, Tim Cook alors directeur général d'Apple présente la keynote qui révèle notamment l'iPhone 4S : si elle déçoit les amateurs d'Apple qui attendaient l'iPhone 5, la révélation de Siri est très remarquée et commentée.
Le 27 novembre 2012, le constructeur d'automobiles Chevrolet annonce qu’il intégrera l’application Siri Eyes Free dans son modèle Chevrolet Spark, devenant ainsi le premier constructeur automobile à embarquer le système de commande vocale d’Apple dans l’un de ses véhicules.

## Fonctions
Siri permet de réaliser plusieurs interactions entre la voix de l'utilisateur et les applications du système comme le navigateur Web Safari, les applications compatibles (dont Messages) de SMS, l'application Téléphone, l'application FaceTime, l'application Mail, l'application de cartographie GPS Plans. Voici quelques exemples de ces interactions :
- Effectuer un appel avec l’application Téléphone ou FaceTime (ou toute autre application compatible);
- Dicter un message texte via iMessage (ou tout autre service compatible) ou un SMS à envoyer;
- Dicter une recherche à faire sur le web avec Safari (ou toute autre application compatible);
- Jouer un morceau de musique avec l'application Musique (ou toute autre application compatible);
- Lancer un itinéraire avec Plans (ou toute autre application compatible);
- Activer, désactiver ou régler certaines options simples comme le Wi-Fi, les données cellulaires, le Bluetooth ou encore activer le mode Avion (ce qui peut par conséquent désactiver Siri), ainsi que certaines options d’accessibilité;
- Chercher des restaurants, des stations-services, des magasins ou tout autre lieu à proximité ou encore des séances de cinéma;
- Faire des calculs ou des conversions;
- Discuter ou s’amuser;

Siri permet également des interactions avec Domicile et HomeKit, le système domotique d'Apple. Cela permet des interactions comme, entre autres :
- Allume la lumière du salon ;
- Combien de temps reste-t-il avant la fin du cycle de lessive ? ;
- Change le thermostat à 19°C ;
- Allume la lampe de la chambre, du salon et de la cuisine[22].

## Critiques

### Stéréotype sexiste
En mai 2019, un rapport de l'UNESCO dénonce les stéréotypes sexistes véhiculés par les assistants vocaux et en particulier Siri. À l'insulte sexiste : « Tu es une salope », l'assistant vocal d'Apple a longtemps répondu : « Si je pouvais, je rougirais ». Par ce fait, Apple a modifié cette réponse donc depuis avril 2019, Siri ne répond pas ou répond alors des phases similaires à : « Je ne sais pas quoi répondre à ça. ».

### Programme d'écoute
En 2019, Thomas le Bonniec, lanceur d'alerte et ancien employé d'un sous-traitant d'Apple, révèle que Siri enregistre les conversations des utilisateurs. Les enregistrements sont écoutés par des employés, qui doivent noter les réponses de Siri. Siri s'activant parfois involontairement, les enregistrements en question contiennent parfois des discussions entre des médecins et leurs patients, des trafics de stupéfiants, des relations sexuelles, etc. Malgré cela, Apple continuer de nier ces controverses, par contre les utilisateurs peuvent toujours accepter ou non de partager leurs enregistrements de Siri et Dictée avec Apple.
En Irlande, la justice a classé sans suite le signalement de Thomas Le Bonniec à l’été 2022 sans ouvrir d'enquête.
En France, en février 2025, la Ligue des droits de l’homme a déposé plainte au parquet de Paris contre Apple pour violation de la vie privée, traitement illicite des données personnelles et pratique commerciale trompeuse.
En 2025 toujours, dans l’état américain de la Californie, la justice traite une procédure à l’amiable dans une affaire similaire, qui concerne aussi Siri : visé par un recours collectif d’utilisateurs américains, Apple, qui a toujours réfuté les accusations de surveillance, a accepté de payer 95 millions de dollars pour mettre fin aux poursuites. Apple a précisé que s'il a éteint la plainte en nom collectif en indemnisant les plaignants, cela ne signifie pas que la société est coupable de ce dont les plaignants l’accusent.

### Risques potentiels
Certains auteurs considèrent qu'avec Google Assistant et Amazon Alexa, Siri est l'un des indices d'une large pénétration de la « vie numérique » et du monde réel par de premières formes d'intelligence artificielle, non sans limites, dangers potentiels et questions éthiques (notamment, car ces assistants sont conçus pour deviner nos intentions, et ils manipulent voire gèrent ou partagent de nombreuses données personnelles et pourraient influencer nos choix,) ; pour le meilleur et potentiellement le pire si l'on n'apprend pas à en maitriser les risques selon Stephen Hawking et d'autres dans un billet publié en 2014 par le journal The Independent.

## Procédures judiciaires liées aux enregistrements de Siri
En juillet 2019, le quotidien britannique The Guardian révèle que des sous-traitants d'Apple entendent régulièrement, dans le cadre de leur travail de contrôle et de classification, des conversations confidentielles enregistrées sur Siri. Cela signifie que des données confidentielles leur sont transmises, alors que ce n'est pas mentionné à ce moment-là dans la politique de confidentialité d'Apple. Un lanceur d'alerte relève également les nombreux cas où Siri déclenche par erreur sa fonction d'enregistrement. À la suite de ces révélations, un groupe de citoyens et citoyennes des États-Unis lance une action collective en justice « Apple vs. Lopez » contre Apple. En janvier 2025, Apple propose aux plaignants un brouillon d'accord où l'entreprise accepte de payer à chaque personne entrant dans les conditions du recours collectif 20 dollars par appareil (des clients américains ayant acheté un appareil Apple iPhone, iPad, Apple Watch, MacBook, iMac, HomePod, iPod touch et AppleTV entre le 17 septembre 2014 et le 31 décembre 2024), portant la somme totale à 95 millions de dollars.
En février 2025, la LDH transmet au parquet de Paris un signalement doublé d'une plainte contre X pour violation de la vie privée, traitement illicite des données personnelles et pratique commerciale trompeuse contre Apple concernant la collecte massive de données personnelles par son assistant Siri. Cette plainte est basée principalement sur le témoignage du lanceur d'alerte Thomas Le Bonniec, qui explique que des employés étaient chargés d'identifier si  des enregistrements de Siri étaient accidentels et analysaient ceux-ci pour les rattacher aux données entreposées dans l'appareil telles que les contacts, la géolocalisation, la musique, les films, les marques, etc. Apple affirme que les employés n'avaient pas accès à l'identifiant Apple, mais Le Monde indique que son enquête montre que les informations accessibles permettaient d'identifier les personnes par recoupement. Des dizaines voire des centaines de millions d'enregistrements auraient été traités par Apple. La Data Protection Commission irlandaise, équivalent de la Commission nationale de l'informatique et des libertés (CNIL) française, a pourtant classé sa plainte en 2022,.